# Akwarium biotopowe

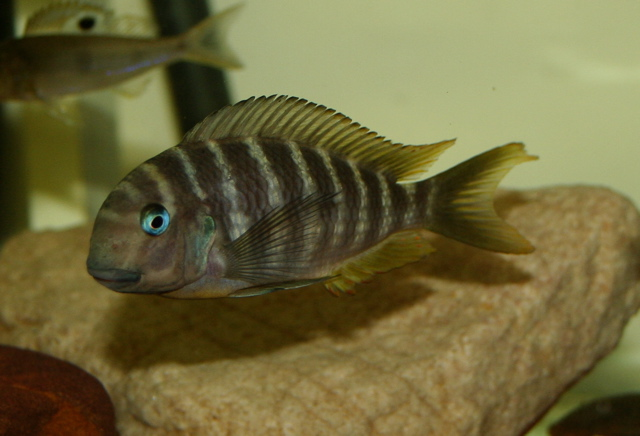
Tropheus polli w skalistym biotopie tanganikańskim

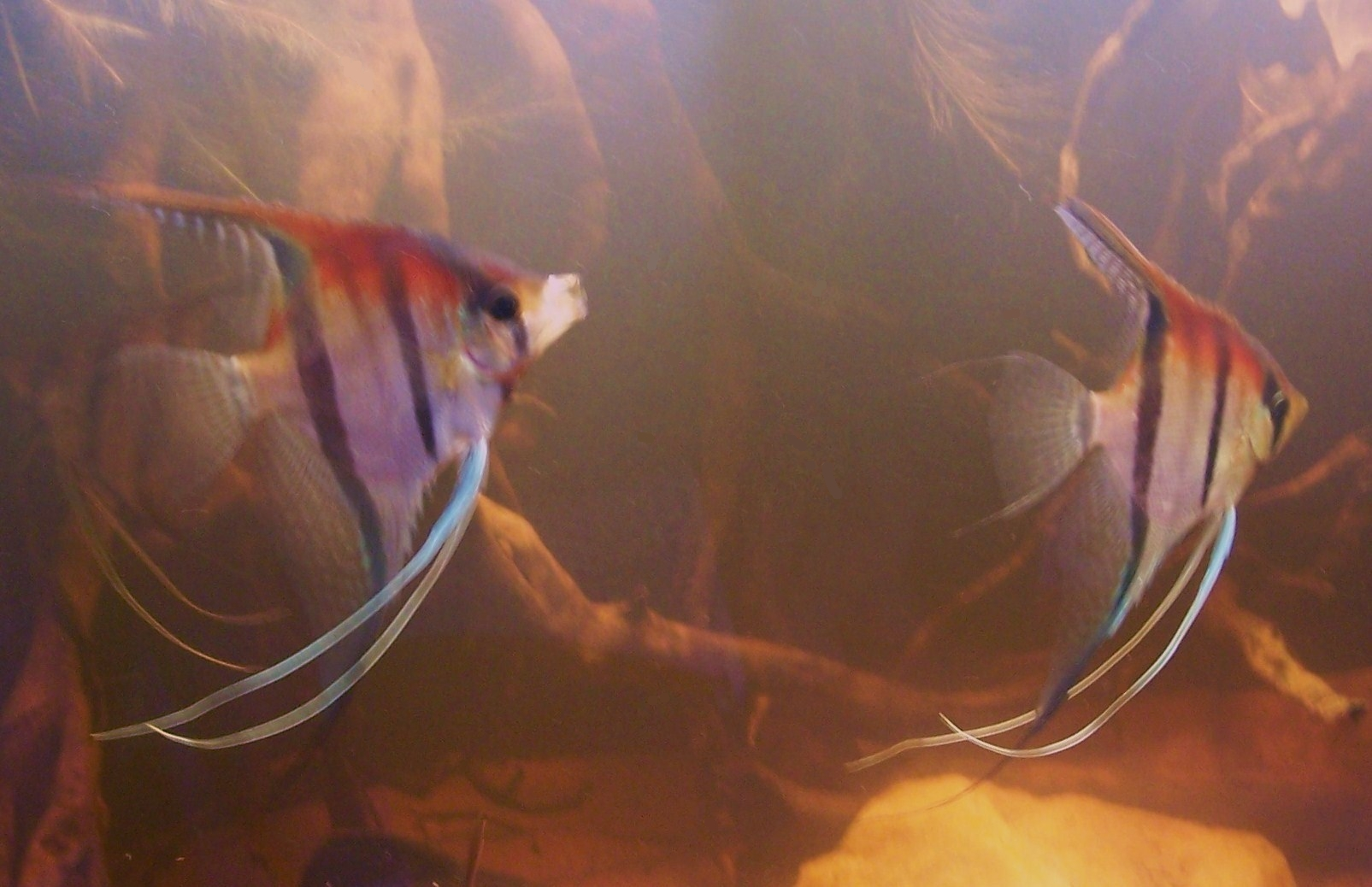
Akwarium biotopowe – tzw. czarne wody Ameryki Południowej

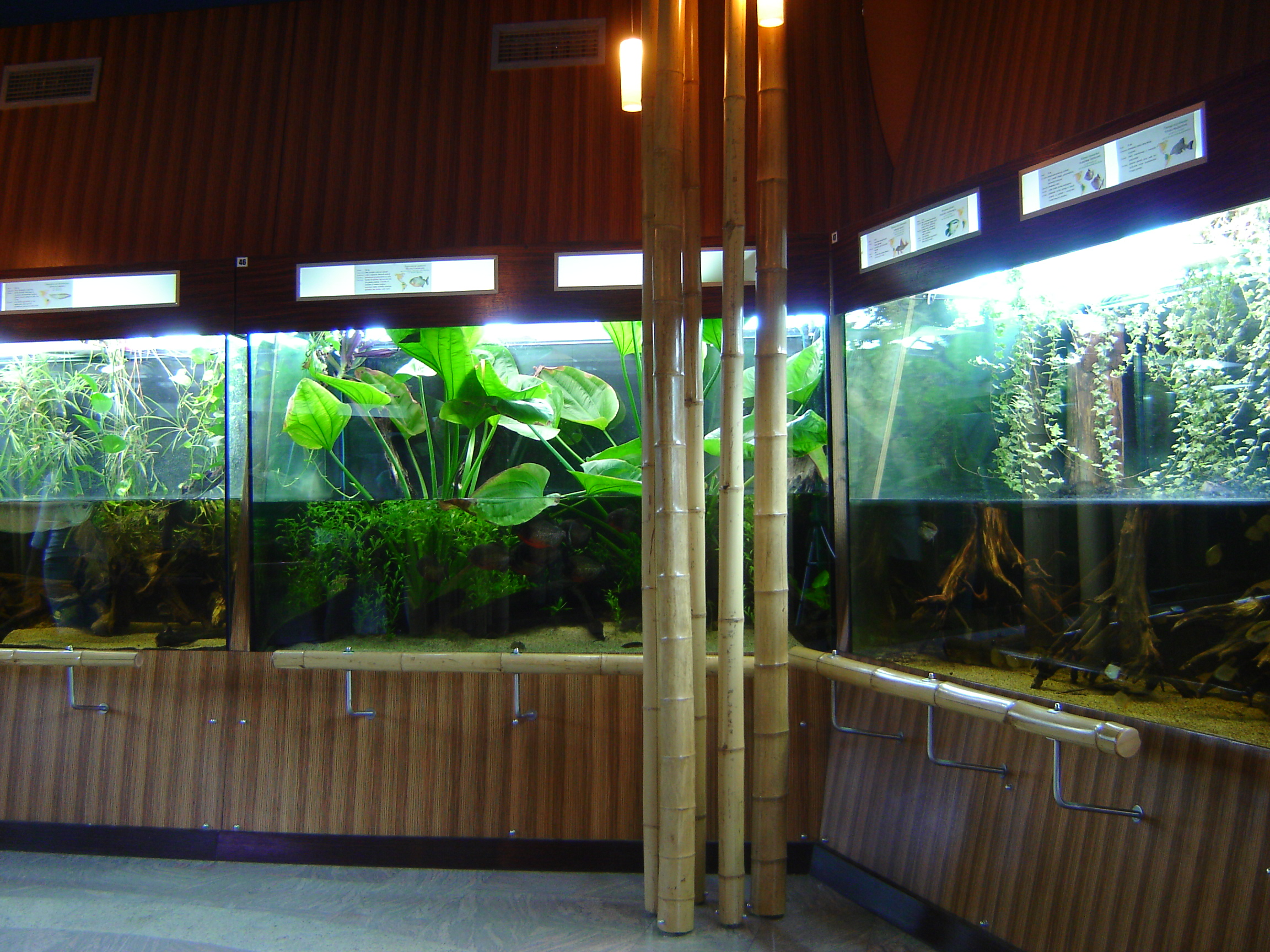
Akwarium Gdyńskie jest miejscem, gdzie można podziwiać akwaria biotopowe

Akwarium biotopowe, akwarium środowiskowe – akwarium zaprojektowane według ściśle określonych zasad zaczerpniętych ze środowiska naturalnego. Pod uwagę brany jest każdy szczegół związany z obsadą gatunkową, roślinną, cechami wyglądu dna w środowisku naturalnym oraz parametrami wody.
Istotną potrzebą hodowania poszczególnych gatunków w ściśle określonych warunkach jest agresja pielęgnic oraz niepohamowany instynkt rozmnażania się w identycznych z naturalnymi potrzebami, które należy zapewnić w akwarium. Często hodowane gatunki ryb z uwagi na ich endemiczne występowanie wymagają zaplanowania dla nich jednego biotopu. Akwarium biotopowe daje możliwość obserwacji zachowań zwierząt zbliżonych do naturalnych.